# Politique en Irlande (pays)
La vie politique de la république d'Irlande s’inscrit dans le cadre d’un régime parlementaire.
Le pouvoir exécutif est exercé par le Gouvernement ; le chef du gouvernement est le Taoiseach. Le pouvoir législatif par le Gouvernement et le Parlement composé de deux chambres, le Dáil Éireann et le Seanad Éireann. Le pouvoir judiciaire est indépendant des pouvoirs exécutif et législatif. 
Le chef de l'État est le président de l'Irlande mais ses pouvoirs sont restreints.
Il existe un grand nombre de partis politiques en Irlande. Les trois principaux sont Fianna Fáil, Fine Gael et le Sinn Féin. 
L’Irlande est membre de l'Union européenne.

## Les personnes clés de l’État
- Uachtarán (Président) - Michael D. Higgins - Parti travailliste, en place depuis 2011.
- Taoiseach (Premier ministre) - Micheal Martin - Fianna Fail, en place depuis le 23 janvier 2025.
- Tánaiste (Vice-Premier ministre) -  Simon Harris - Fine Gael, en place depuis le 23 janvier 2025.

## La Constitution
L’État d’Irlande est régi par la Constitution de l’Irlande, officiellement connue sous le nom Bunreacht na hÉireann et adoptée en 1937. La constitution est dans la tradition de la démocratie libérale. Elle définit les principaux organes de gouvernement et garantit les droits fondamentaux des citoyens.
La Constitution ne peut être amendée que par référendum. Les derniers référendums constitutionnels ont concerné l’avortement, le statut de l'Église catholique romaine, le divorce, l'Union européenne en 2008, 2009 et 2012, le mariage homosexuel en 2015 et l'âge minimum du président irlandais en 2015.

## Le gouvernement

### Le chef de l’État
Le président de l’Irlande (en irlandais : Uachtarán na hÉireann) est le chef de l’État d'Irlande. Le Président est élu directement par le peuple pour une durée de sept ans, renouvelable une fois maximum.
La présidence est une charge largement représentative, mais le président peut exercer néanmoins certains pouvoirs limités. La charge a été créée par la Constitution de l’Irlande en 1937. La résidence officielle du président est Áras an Uachtaráin à Dublin.

### Le pouvoir exécutif
Le pouvoir exécutif est exercé par le gouvernement. Celui-ci consiste en un Premier ministre le Taoiseach, un Tánaiste et treize autres ministres. Le Taoiseach est nommé par le président après avoir été désigné par le Dáil Éireann, la Chambre basse du Parlement. Les ministres sont nommés par le Taoiseach et approuvés par le Dáil.

### Le pouvoir législatif
L'Oireachtas est le Parlement de la république d'Irlande. Il consiste en deux assemblées Dáil Éireann (« assemblée d'Irlande ») et le Seanad Éireann (« sénat d'Irlande »)
- Dáil Éireann : L’assemblée est élue par les citoyens au suffrage universel direct avec un vote à la proportionnelle. La députation est ouverte à tout citoyen de plus de vingt-et-un ans. Le Dáil compte 166 députés dont un, le Ceann Comhairle, est automatiquement réélu lors de l’élection générale. Depuis le début des années 1990 aucun parti n’a pu obtenir la majorité absolue au Dáil Éireann, ce qui signifie que les gouvernements en place dirigent grâce à une coalition.
- Seanad Éireann : Le Sénat est une chambre essentiellement consultative. Il est composé de soixante membres : onze sont nommés par le Taoiseach, six élus par les universités nationales et quarante trois par un panel de candidats représentatifs de la société civile. Le Sénat a le pouvoir de reporter une proposition législative et peut dans un délai de 90 jours accepter ou amender un texte qui lui est proposé par le Dáil.

### Le pouvoir judiciaire
L'État irlandais est une juridiction de common law. Le système judiciaire est composé de la Cour suprême, une Haute Cour de justice et de nombreuses cours établies par la loi. Les juges sont nommés par le Président après avoir été nommés par le gouvernement. Ils peuvent se voir retirer leur charge pour mauvaise conduite ou incapacité et ce uniquement sur avis des deux chambres composant l’Oireachtas. La plus haute cour d’appel est la Cour suprême qui est composée du chef de Justice et de sept autres juges. La Cour suprême a le pouvoir de contrôle de constitutionnalité et peut déclarer invalide tout acte ou loi de l’État qui contreviendrait à la Constitution.

### La démocratie locale
La démocratie locale en Irlande est organisée par les Local Government Acts. Le plus important d’entre eux est celui adopté en 2001 qui établit la structure dite des deux tiers du gouvernement local.
- Le tiers supérieur de la structure consiste en trente-quatre autorités locales dont vingt-neuf comtés. Chacun des vingt-six comtés traditionnels possède un conseil, avec deux exceptions : le comté de Dublin est divisé en trois et celui de Tipperary en deux. Les cinq principales villes du pays, Dublin, Cork, Limerick, Galway et Waterford ont aussi des conseils qui ont le même statu que les conseils de comté.
- Le second tiers de gouvernement local correspond aux conseils de ville. Les villes de Kilkenny, Sligo, Drogheda, Clonmel et Wexford utilisent le terme de conseils de quartier mais n’ont pas de responsabilités supplémentaires. Ces conseils de gouvernement local sont responsables de la politique urbaine et sanitaire, de la protection de l'environnement, de l’entretien des rues et des bibliothèques publiques.

## Les partis politiques en Irlande
Un nombre restreint de partis politiques ont une représentation nationale au Dáil et les coalitions gouvernementales sont très fréquentes. Aucun des deux partis principaux de la vie politique irlandaise, le Fianna Fáil et le Fine Gael ne s’identifie fermement comme étant un parti de droite ou de gauche. Tous deux sont néanmoins conservateurs et généralement considérés comme de droite.
Le Fianna Fáil et le Fine Gael ont longtemps exercé une domination presque sans partage sur la vie politique irlandaise, mais celle-ci tend à s’effriter. En 2007, ces deux formations avaient capté 68,9 % des voix, avant de céder peu à peu du terrain : 53,6 % en 2011, 49,8 % en 2016, et 43,1 % en 2020. D'après le politologue Julien Mercille, « ce basculement marque le rejet populaire d'un statu quo néolibéral renforcé par la crise de 2008. »
Le troisième plus grand parti de la république est le parti républicain Sinn Féin. Les autres partis représentés au Dáil sont le parti travailliste, le parti Solidarité-Le Peuple avant le profit, les Sociaux-démocrates, le Parti vert, le parti Aontú
Enfin des députés indépendants jouent aussi un rôle important dans la vie politique du pays.

## L’Irlande du Nord
L’Irlande du Nord est un facteur majeur de la vie politique en Irlande. Cela ne s’est pas atténué depuis la partition de l’île en deux entités distinctes.
Les troubles n’ont pas épargné la république d’Irlande. Cette question d’intérêt national a très souvent été une source de conflit entre le gouvernement de Dublin et celui du Royaume-Uni. Dans le but de trouver une solution sur du long terme le gouvernement irlandais s’est rapproché de celui de Londres, ce partenariat politique a trouvé un premier aboutissement avec l’accord du Vendredi Saint en 1998.
Alors que le Sinn Féin a de tout temps bâti une organisation politique à cheval sur l'ensemble de l'île, la majorité des autres partis politiques irlandais se limitent à une activité au sud. Ce n’est que très récemment que le Fianna Fáil a ouvert une section locale à Derry.
- Voir aussi : Politique de l'Irlande du Nord et Histoire de l'Irlande du Nord.

## Participations aux organisations internationales
L'Irlande est membre de l'Union européenne.

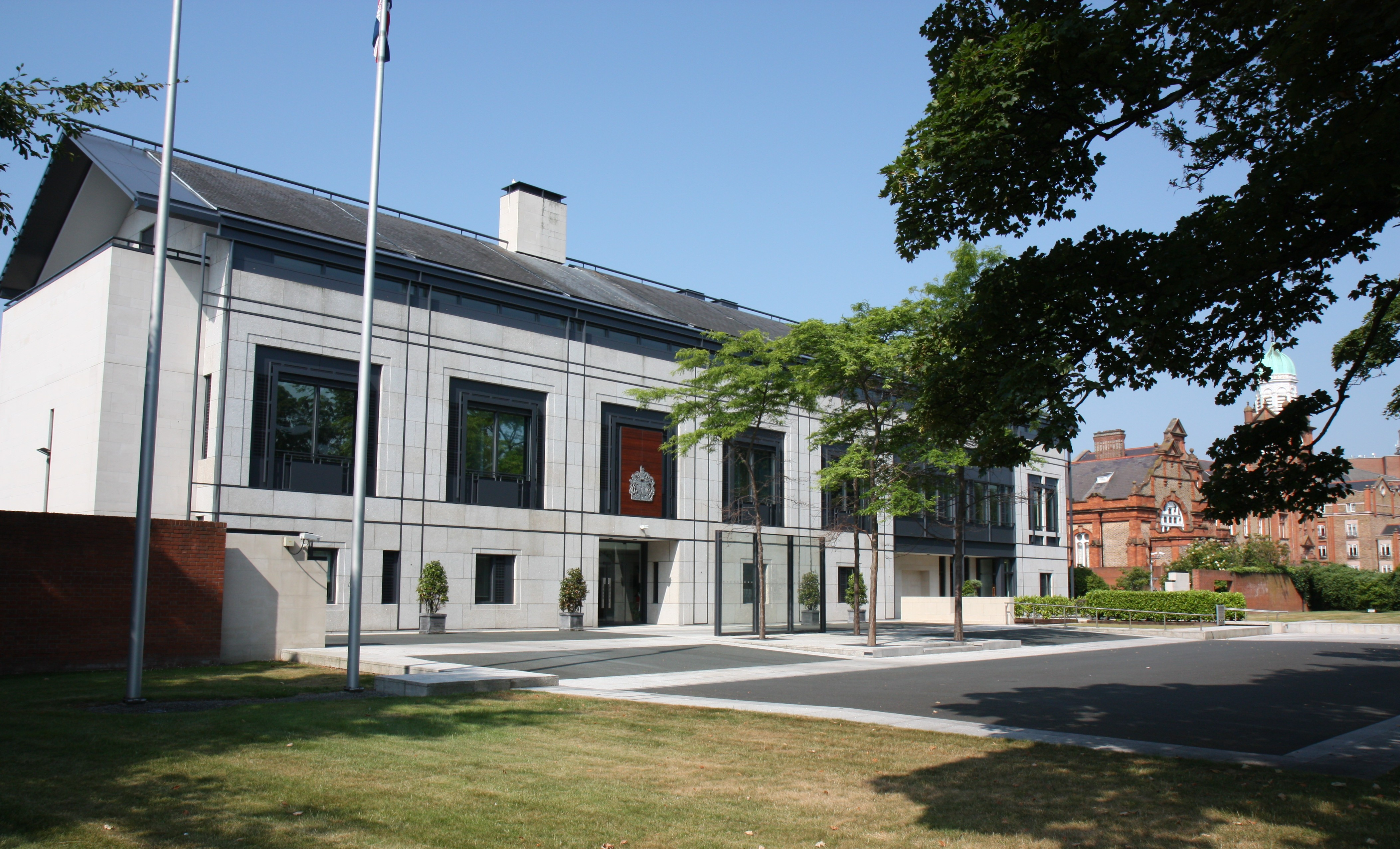
Ambassade du Royaume-Uni à Dublin.

Depuis le 1er janvier 2007, l'irlandais qui avait auparavant le statut de langue des traités, est devenu une langue de travail et la 23e langue officielle de l'Union, à part entière. Ce nouveau statut a été accordé le 13 juin 2005 par le Conseil de l'Union.
L'Irlande collabore également à tous les programmes des Nations unies. Son ancienne présidente Mary Robinson a par ailleurs été directrice du Haut Commissariat aux réfugiés